# Episodi di Un caso per due (tredicesima stagione)
La tredicesima stagione della serie televisiva tedesca Un caso per due, composta da 10 episodi, è andata in onda in Germania sul canale ZDF a partire dal 8 gennaio 1993.
| nº | Titolo originale          | Titolo italiano              | Prima TV Germania | Prima TV Italia |
| -- | ------------------------- | ---------------------------- | ----------------- | --------------- |
| 1  | Eifersucht                | A ciascuno il proprio giorno | 8 gennaio 1993    |                 |
| 2  | Eine mörderisch gute Idee | Un buon piano omicida        |                   |                 |
| 3  | Rache                     | Vendetta                     |                   |                 |
| 4  | Mann hinter Vorhang       | L'uomo dietro la tenda       |                   |                 |
| 5  | Eine seltsame Zeugin      | Una strana testimone         |                   |                 |
| 6  | Tod im Fahrstuhl          | Morte in ascensore           |                   |                 |
| 7  | Gelegenheit macht Mörder  | Un padre troppo scomodo      |                   |                 |
| 8  | Ticket zum Himmel         | I discepoli di Shiva         |                   |                 |
| 9  | Martins Tod               | Chi ha ucciso Martin?        |                   |                 |
| 10 | Böses Erwachen            | Un brutto risveglio          |                   |                 |